# Google Guice
Google Guice（グーグルジュース）は、コンピュータのソフトウェア技術の1つであり、Google社によりApache Licenseでリリースされた、Javaプラットフォーム向けのオープンソースのソフトウェアフレームワークである。アノテーションを使用したJavaオブジェクトへの依存性の注入 (DI) をサポートしている。
Guiceではインタフェースと実装クラスをプログラム上で紐付け、コンストラクタ、メソッド、またはフィールドに @Inject アノテーションを使用して注入することができる。あるインタフェースに対して1つ以上の実装が必要な場合、実装を識別するためのカスタム・アノテーションを作成し、それを用いて注入を行う。
アノテーションを用いるDIフレームワークとしては早期に登場したGuiceは、2008年の第18回Jolt AwardsにおいてLibraries, Frameworks and Components部門の勝者に上げられている。また2011年にリリースされたGuice 3.0は、Jakarta EEのDI仕様の一つであるJSR 330のリファレンス実装とされている。